# Lista över fornborgar i Medelpad
Detta är en lista över fornborgar i landskapet Medelpad registrerade i Fornminnesregistret. Det finns 6 fornminnen i Medelpad som är registrerade som fornborgar.
| RAÄ-nummer | Kommun    | Namn           | Koordinater                                             | Övrigt |
| ---------- | --------- | -------------- | ------------------------------------------------------- | ------ |
| 71:1       | Sundsvall | Börga          | 62°16′21.72″N 16°51′55.67″Ö / 62.2727000°N 16.8654639°Ö |        |
| 112:1      | Sundsvall | Borgaråsen     | 62°17′29.76″N 17°4′47.79″Ö / 62.2916000°N 17.0799417°Ö  |        |
| 117:1      | Sundsvall | Skansberget    | 62°22′48.85″N 16°51′12.94″Ö / 62.3802361°N 16.8535944°Ö |        |
| 8:1        | Sundsvall | -              | 62°30′11.08″N 17°2′51.39″Ö / 62.5030778°N 17.0476083°Ö  |        |
| 51:1       | Timrå     | Borgberget     | 62°31′39.16″N 17°21′11.34″Ö / 62.5275444°N 17.3531500°Ö |        |
| 59:1       | Sundsvall | Prästhusberget | 62°19′40.81″N 17°12′27.80″Ö / 62.3280028°N 17.2077222°Ö |        |